# Kállay Kotász Zoltán
Kállay Kotász Zoltán (Budapest, 1969. január 13. –) magyar író, költő, szerkesztő, könyvkiadó.

## Családja
Édesapja Kotász Gyula (1938), gépészmérnök, a Szaldó Kft., később a VOSZ egyik alapító tagja, édesanyja Kotász Gyuláné (Szabó Mária Laura, 1939-2000), matematikus, közgazdász, a Központi Statisztikai Hivatal Ökonometriai Laboratóriumának munkatársa. Testvére Kotász Rita pszichológus.
Felmenőinek rokonságához tartozik Kotász Károly festőművész és Kotász Antal futballista.
Felesége Tóth Csilla Ilona fotográfus.

## Életpályája
1988-ban az SZKH (Szabad Kezdeményezések Hálózata), 1990-ben az Alba Kör egyik alapítója, később más civil, emberjogi szervezetekben (Erőszakellenes Fórum, Hadkötelezettséget Ellenzők Ligája) is tevékeny szerepet vállalt. 2001-ben a Műpártolók Egyesületének alapítója, ügyvivője, aztán elnöke.
A Liget folyóiratban jelentek meg először írásai, 1990-ben. 1995-1998 között a Kráter Műhely Egyesületnél lektor. 2016-2020 között a Napút Online irodalmi portál főszerkesztője, majd főszerkesztő-helyettese. Számos egyéb nyomtatott (Bárka, Ezredvég, Élet és Irodalom, Hitel, Holmi, Irodalmi Jelen, Magyar Múzsa, Magyar Napló, Pannon Tükör, PoLíSz, Szépirodalmi Figyelő, Tekintet, Vár Ucca Műhely stb.) és online folyóiratban (Arnolfini Kantin, Irodalmi Élet, Képmás Magazin stb.) publikált prózákat, verseket, esszéket.
Az 1990-es években újságíróként főként emberi jogi kérdésekkel foglalkozó, hadkötelezettség és lelkiismereti szabadság viszonyát vizsgáló cikkeket írt. Utóbbi témát ösztöndíjasként is kutatta, tanulmányait szakfolyóiratok (Világosság, Társadalmi Szemle, Esély) közölték. Külön említést érdemelnek az erőszakmentesség elméleti és gyakorlati kérdéseit körbejáró esszéi és tanulmányai, melyek szintén ekkoriban jelentek meg (Érted vagyok, Harmadik Part, Liget, Szabad Alternatíva).
2006–2014 között szociális segítőként dolgozott.
2017-ben Kállay-Kotász kezdeményezte a magyar-osztrák származású Latzkó Andor (Andreas Latzko) "hazahozását", leghíresebb kötetének, az 1917-ben megjelent Menschen im Krieg-nek (Emberek a háborúban) közel száz év utáni újrafordításával.
Több könyvsorozatnak is (például Merza József életmű-kiadása, mely a Napkút Kiadónál jelenik meg, vagy a Napsütötte sávig sorozat, amely elsőkötetes költőket mutat be, és az a különlegessége, hogy nem a szerzők jelentkeznek, hanem rábeszélésre járulnak hozzá kéziratuk publikálásához) létrehívója és gondozója.
A Dr. Kotász Könyvkiadó alapítója és vezetője.

## Munkássága

### Kötetei
- H (karcolatok, Napút-füzetek 106., 2016)
- Egy buddhista csődgondnok jegyzeteiből (álhaikuk, Napkút Kiadó, 2017)
- Térzene (álhaikuk, Napkút Kiadó, 2017)
- Félig szelídített istenek (álhaikuk, Napkút Kiadó, 2018)
- Az időből (elbeszélések, Napút-füzetek 128., 2018)
- Káosz tejszínhabbal (álhaikuk, Napkút Kiadó, 2019)
- Társasutazás Közép-Mámor földjére (álhaikuk, Napkút Kiadó, 2020)
- A meztelen csillagász (versek, Műpártolók Egyesülete, 2021)
- A messziről jött macska (álhaikuk, Napkút Kiadó, 2021)
- Poroló (versek, Napkút Kiadó, 2022)
- Antiharakiri (álhaikuk, Napkút Kiadó, 2022)
- L.É.L.E.K. (regény, Cédrus Művészeti Alapítvány, 2023)
- A tulipánfa túlzásai (álhaikuk, Napkút Kiadó, 2023)
- Pancser láma beszélyei (álhaikuk, Napkút Kiadó, 2024)
- Válogatott elhallgatásaim (válogatott és új haikuk, Dr. Kotász Könyvkiadó Kiadó, 2025)

### Antológiák
- Magánbirodalom – prózaantológia (Littera Nova Kiadó, 1995)
- Kifeszített együttlét (Alterra Svájci-Magyar Kiadó, 1997)
- Tibikönyv, avagy Minden a lélek! (Hegyi Zoltán Imrével, Jakab Istvánnal és Szentmiklósi Tamással közösen, Műpártolók Egyesülete, 2014)
- Egyedülegyütt, mindigderűvel (Műpártolók Egyesülete, 2016)
- Útravallók – Szerkesztők versantológiája (Cédrus Műhely Alapítvány, 2022)

### Műfordításai
- Remenyik Zsigmond: A gyilkos megkísértése (Napút, 2015/8.)
- Latzkó Andor: Emberek a háborúban (Napkút Kiadó, 2017)
- Béka toccsan a tóba – 222 japán haiku (Napkút Kiadó, 2019)

### Szerkesztései (válogatás)
- Igaz beszéd a második pócsi Szűz Szent Mária képének sírása és könnyezése felől azaz: amely mostan közönséges tiszteletre kitétetvén nemes Szabolcs vármegye Pócs helységében Magyar Országban tiszteltetik (szerk. Kállay Kotász Zoltán és Báti Márk Teofán, Máriapócsi Bazilita Monostor, 2015)
- Fűrész István: Kölcsönhatások (Dr. Kotász Könyvkiadó, 2023)
- Hegyi Zoltán Imre: Tkp. ugyanaz (szerk. és utószó Kállay Kotász Zoltán, Dr. Kotász Könyvkiadó, 2023)
- Kádas Tibor: Művészek és művészportrék (szerk. és utószó Kállay Kotász Zoltán, Dr. Kotász Könyvkiadó, 2022)
- Kállay József: Háborús napló, 1916-1918 (szerk. és utószó Kállay Kotász Zoltán, Napkút Kiadó, 2014)
- Kotász Károly: Ég és föld (szerk. és utószó Kállay Kotász Zoltán, Dr. Kotász Könyvkiadó, 2023)
- Novotny Gergely: Háromkirályok (szerk. és utószó Kállay Kotász Zoltán, Napkút Kiadó, Káva-Téka füzetek 91., 2015)
- Szellemidézés – Elfeledett költők (szerk. és előszó Kállay Kotász Zoltán, Napút, XVII/8., 2015)
- Szentmiklósi Tamás: Szamár a hegyen – Sírjak vagy nevessek? (szerk. és utószó Kállay Kotász Zoltán, Dr. Kotász Könyvkiadó, 2022)
- Szőke Szabolcs: A bácsi zenél – 72 történet, avagy a zene alulnézetből (Dr. Kotász Könyvkiadó, 2022)

## Interjúk
- Az se baj, ha a saját filmünk rajongói vagyunk (irodalmielet.hu)
- Békés Nikolett: Amitől a legjobban félünk, abban rejlik a legnagyobb szabadság – Interjú Kállay Kotász Zoltánnal
- Békés Nikolett: Tanulóévek a befejezéshez – Interjú Kállay Kotász Zoltánnal
- Rácz I. Péter: Jó kedélyű megszállott – Kállay Kotász Zoltán és a nagymama mondatai

## Díjak, elismerések
- Kutatói ösztöndíj (Nyílt Társadalom Alapítvány, 1993)
- "Az év legszebb írása" (Kráter Műhely Egyesület, 1998)
- "Az eltűnt könyvek nyomában", III. helyezés (antikvarium.hu, 2014)
- Haiku pályázat, I. helyezés (Magyar-Japán Baráti Társaság, 2017)
- NKA-ösztöndíj (Nemzeti Kulturális Alap, 2017-18)
- Haibun pályázat, II. helyezés (Magyar-Japán Baráti Társaság, 2020)
- Haiku pályázat, II. helyezés (BuddhaFM rádió, 2023)